# Gutasaga
Гутасага — кодекс договорів острова Готланд і Швеції, що включає в себе нарис з історії острова, починаючи з легенди його заснування в дохристиянську епоху, пам'ятник скандинавського права.
Сага була записана в XIII столітті і збереглася в єдиному рукописному примірнику. Входить до збірки Codex Holm. B 64, датований приблизно 1350 роком, зберігається в Королівській бібліотеці Швеції в Стокгольмі, разом з Гуталагом, зведенням законів Готланда.
Текст написано на давньогутнійском діалекті давньоісландського мови.
«Гутасага» містить опис декількох договорів Готланда зі Швецією, в яких стверджується їх взаємовигідність. У тексті зазначено права і обов'язки шведського короля, ярла і єпископа стосовно Готланда. Цей текст варто розглядати не тільки як історичну працю, але і як патріотичний твір, а опис процесу християнізації острова явно свідчить і про християнської спрямованості розповіді.

## Про структуру
Спочатку текст саги не мав назви і просто входив в «Гуталаг». Тільки при першому виданні «Гуталага» в 1852 році, шведський вчений Карл Юхан Шлютері дав сазі назву — «Історія Готланда» (Historia Gotlandiae). Пізніше, вже в 1859 році, інший шведський дослідник Карл Севе назвав текст «Сагою про гутів» (Gutasaga) і саме ця назва стала загальноприйнятою в науці.
Текст саги не мав внутрішнього поділу. Шлютері розділив його на 6 розділів, виходячи з їх змісту.

## Про гутарів
Гутарів часто відносять до готів. Так, етнонім «Гутар» для визначення населення Готланда і етнонім «гот» в східному і західному діалектах давньоісландського мови звучить однаково: у східному — гутар; в західному — готар. Цей етнонім відноситься тільки до готів і гутів серед всіх німецьких племен. Це могло бути причиною, чому гутари не виділялися як окрема група аж до «De origine actibusque Getarum» Йордана. У Птолемея є згадки про Гутів, що населяли південь острова Скандії.

## Виклад фактів

### Від заснування до переселення в південну Європу
Сага починається з Тьєльвара (др.гут. Þjelvar) — першої людини, що вступила на острів, і його сина Хафта, у якого було три сини — Грайпр, Гуті і Гунфьяун, родоначальники гутарів. Ім'я Гуті вляется епонімом Готланда. Сини Хафта поділили Готланд на три трідьунга (þriþiung).
Далі сага оповідає про переселення з острова третини населення внаслідок пренаселенності, на що є безліч теорій.
"Через довгий час, нащадки цих трьох так розмножилися, що землі перестало вистачати на всіх. Тоді вони тягнули жереб, і кожен третій був обраний для переселення, і вони могли взяти з собою все, що їм належало, крім землі. … Вони пішли вгору по Двіні, через Русь. Вони пішли так далеко, що досягли земель греків. … Вони оселилися там, і до цих пір живуть там, і до цих пір в їх мові є щось із нашого. "
Одні вчені співвідносять ці відомості з міграцією готів, яким довелося піти в «землі греків» під час Великого переселення народів. Це узгоджується з першою згадкою готів в авторитетних джерелах: Євсевій Кесарійський повідомляє, що вони спустошили «Македонію, Грецію, Понт і Азію» в 263 році. Тоді еміграція, швидше за все, відбувалася в I столітті нашої ери і в наступні два століття переселенці все більше відривалися від батьківщини, коментар про те, що в мові емігрантів «все ще є щось», дозволяє зробити висновок про поділ діалектів. Розповіді про те, що відбувається мали передаватися усно протягом майже тисячоліття, перш ніж був записаний текст.
Археологічні дослідження вказують на значне зменшення знахідок і зміну типів старожитностей на Готланді наприкінці V століття — першій половині VI століття, що говорить про значне зменшення чисельності населення острова в цей період. Одночасно в Східній Прибалтиці і в Північно-Західній Русі археологи констатують готландський вплив на деякі типи старожитностей.
У хроніці середини XVI століття «Походження, переселення, війни і колонії кімврів і готів», написаної на латині датським священиком Ніколою Петреєм, говориться, що, протягом сторіч населення Готланда сильно збільшувалася. Тоді один з нащадків Тьєльвара, правитель Готланда — Хангвар скликав загальну раду, яка постановила вислати за жеребом з країни кожного третього чоловіка. Хангвар зібрав військо з 15 тисяч воїнів і з флотом з «незліченних кораблів» відплив до Естонії. Це сталося в 903 р. «після всесвітнього потопу».
Згадка Двіни цілком узгоджується з вельбарською культурою. Історично склалося так, що готи дотримувалися Вісли, але в епоху вікінгів замість Вісли саме Двіно-Дніпровський водний шлях став головним торговельним шляхом до греків, тому не дивно, що він замінив Віслу і як традиційний шлях переселення.
Можливо міграція з острова траплялася неодноразово.
Далі в розділі робиться короткий опис язичницьких культів, що практикувалися на острові до християнізації.

### Входження до складу Шведського королівства
Другий розділ розповідає про входження Готланда до складу Швеції. І хоча в сазі йдеться, що у війнах зі свеями гутари перемагали, врешті-решт вони стали відправляти посольства до свеїв з пропозицією мирного договору. Як випливає з подальшого тексту саги, посольство було пов'язане з високим ризиком для посла, тому посланий Авайра Солом'яна нога зажадав заплатити йому 3 вергельда за нього самого, його сина і його дружину. Авайр домігся миру зі свеями. Тут же в тексті згадані саги про чаклунство і мудрості Авайра, що не дійшли до нас.
За договором гути стали платити данину Швеції — шістдесят марок срібла щорічно (з них 40 — конунгу Швеції, і 20 — ярлу Швеції). Було утворено спільний для свеїв і гутів простір з вільною міграцією, торгівлею та судовим захистом. Підкреслено право гутів вимагати від конунга свеїв захисту під час їх перебування у Швеції та навпаки. При цьому острів зберіг самоврядування у вигляді тінгів різних рівнів. Це мало статися до кінця IX століття, коли Вульфстан з Хедебю доповів, що острів підпорядковується шведам.
У третьому розділі коротко згаданий візит Олафа Святого на острів Готланд під час його вигнання з Норвегії і початок розповсюдження Олафом християнства на острові.

### Християнізація острова
У четвертому розділі, на прикладі перших церков на Готланді, розповідається як поширювалося християнство на острові. Згідно з сагою, християнство на острові зміцнювалося купцями. Нова релігія зустріла опір місцевого населення і перша церква була спалена (тепер це місце, дослівно назване «спалене місце», перебуває в сучасному дворі Кульстеде в приході Валльс, західніше Руму). Після була споруджена ще одна церква, якій вдалося встояти. Тим не менш, сага говорить про ненасильницьке прийняття гутами християнства і описує всі перипетії того, як побудувавши церкву, умовили народ не палити її.
У п'ятому розділі розказано про те як Готланд став підпорядковуватися Лінчепінгськомуо єпископу та про порядок і час відвідин єпископом острова, умови і розмір стягуваної ним плати, порядок вирішення суперечок і звернення до нього.
У шостому розділі докладно описується права конунга Швеції та гутів у заклику на ледунг. Тут описано коли конунг може це вимагати і коли цій вимозі гути можуть безкарно не підкорятися. При цьому уточнюється, що свеї можуть вимагати участі гутов в ледунзі тільки проти язичників, але не християн.
Так само в останній главі описуються деякі процесуальні моменти взаємин Готланда та Швеції. Такі, наприклад, як право на зібрання, порядок віддачі наказів. Уточнюється порядок збору та передачі данини свеям:
"Може статися така несправедливість, що коронований конунг буде силою вигнаний зі своєї держави. Тоді гути не повинні платити данину, але [повинні] утримувати її протягом трьох років. І вони повинні, однак, збирати данину щорічно і зберігати її, але нехай віддадуть її тоді, коли мине три роки, тому, хто в той час буде правити в Швеції. "

### Про Русь
У сазі є згадки топонімів Рюцаланд (ryza land) — країна русів, Русь; і Хульмгард — Новгород.
Так само згаданий Йерцлафу — Ярослав Мудрий у зв'язку з обставинами вигнання Олафа Святого з Норвегії.